# Canibália (turnê)
Canibália é uma turnê da cantora brasileira Daniela Mercury, iniciada em 7 de agosto de 2009, no Citibank Hall, em São Paulo. Depois do dia 8, onde fez mais uma apresentação no Citibank Hall, ela partiu para o Rio de Janeiro e depois levou a turnê para Portugal, onde se apresentou em cinco cidades, logo após, volta para a turnê latinoamericana, européia e norte-americana. A turnê conta com a participação de bailarinos, que dançaram as coreografias desenvolvidas por Jorge Silva, reconhecido coreógrafo baiano. Além disso, Gringo Cardia, o desenvolvedor das cinco capas do álbum, foi o responsável pela elaboração do cenário da turnê.

## Datas da Turnê
| Pré Turnê: Europa e Brasil       |                        |            |                                            |
| 25 de julho de 2009              | Braga                  | Portugal   | Complexo Pacha                             |
| 26 de julho de 2009              | Algarve                | Portugal   | Portimão                                   |
| 28 de julho de 2009              | Cantanhede             | Portugal   | Parque Exposições Desportivo de S. Mateus¹ |
| 29 de julho de 2009              | Bahia                  | Brasil     | Pojuca                                     |
| 1 de agosto de 2009              | Araras                 | Brasil     | São Paulo                                  |
| América do Sul: Brasil (Estréia) |                        |            |                                            |
| 7 de agosto de 2009              | São Paulo              | Brasil     | Citibank Hall                              |
| 8 de agosto de 2009              | São Paulo              | Brasil     | Citibank Hall                              |
| Europa                           |                        |            |                                            |
| 12 de agosto de 2009             | Vila Nova de Cerveira  | Portugal   | Praia da Lenta                             |
| 23 de agosto de 2009             | Matosinho              | Portugal   | Praia da Memória (Perafita)                |
| 14 de agosto de 2009             | Olhão                  | Portugal   | Jardim Pescador Olhanense²                 |
| 15 de agosto de 2009             | Ponte de Lima          | Portugal   | Parque de Exposições                       |
| 16 de agosto de 2009             | Espinho                | Portugal   | Largo da Câmara Municipal                  |
| América Latina                   |                        |            |                                            |
| 21 de agosto de 2009             | Rio de Janeiro         | Brasil     | Canecão                                    |
| 22 de agosto de 2009             | Rio de Janeiro         | Brasil     | Canecão                                    |
| 23 de agosto de 2009             | Rio de Janeiro         | Brasil     | Canecão                                    |
| 9 de setembro de 2009            | Córdoba                | Argentina  | Orfeo Superdomo                            |
| 10 de setembro de 2009           | Rosário                | Argentina  | Teatro Metropolitano                       |
| 12 de setembro de 2009           | Buenos Aires           | Argentina  | Estádio Luna Park                          |
| 19 de dezembro de 2009           | Brasília               | Brasil     | Centro de Convenções Ulisses Guimarães     |
| 1 de janeiro de 2010             | Salvador               | Brasil     | Farol da Barra                             |
| 23 de janeiro de 2010            | João Pessoa            | Brasil     | Busto de Tamandaré                         |
| 24 de janeiro de 2010            | Natal                  | Brasil     | Praia do Forte                             |
| 28 de janeiro de 2010            | Florianópolis          | Brasil     | Espaço Tuguá                               |
| 21 de abril de 2010              | Brasília               | Brasil     | Esplanada dos Ministérios3                 |
| 22 de abril de 2010              | Comandatuba            | Brasil     | -                                          |
| 24 de abril de 2010              | Cuiabá                 | Brasil     | -                                          |
| Europa                           |                        |            |                                            |
| 1 de maio de 2010                | Beja                   | Portugal   | Arena Multiusos                            |
| 6 de maio de 2010                | Évora                  | Portugal   | Arena D'Évora                              |
| 7 de maio de 2010                | Faro                   | Portugal   | Largo de S. Francisco                      |
| 8 de maio de 2010                | Coimbra                | Portugal   | Praça da Canção                            |
| 2 de junho de 2010               | Praia                  | Cabo Verde | Praia de Gamboa                            |
| 9 de junho de 2010               | Santarém               | Portugal   | CNEMA                                      |
| 11 de junho de 2010              | Vila Nova de Famalicão | Portugal   | Estádio Nacional                           |
| 13 de junho de 2010              | Paris                  | França     | Espaço público                             |
| 7 de agosto de 2010              | Monte Gordo            | Portugal   | Trio Elétrico                              |
| 14 de agosto de 2010             | Olhão                  | Portugal   | -                                          |
| 15 de agosto de 2010             | Milão                  | Itália     | Arona Novara                               |

¹ Festival do Marisco Olhão 2009
² Expofacic
3 Aniversário de 50 anos de Brasília
4 Enterro da Gata
5 27ª Ovibeja